# The Doors Box Set
The Doors Box Set è il primo cofanetto contenente brani del gruppo The Doors, edito nell'ottobre del 1997 e composto da quattro dischi che contengono in prevalenza materiale non pubblicato precedentemente; il secondo disco è composto unicamente da materiale registrato dal vivo e cioè Live In New York. 
Il cofanetto comprende anche sei demo registrate nel settembre 1965 dal gruppo pre-Doors chiamato Rick & the Ravens, che costituiscono le prime registrazioni del gruppo californiano. I brani, che sarebbero stati in seguito inclusi nei primi album, furono incisi nell'estate del 1965 al World Pacific Studios e stampati su acetato; essi servivano alla band per procurarsi un contratto discografico, che arrivò in forma provvisoria per sei mesi nell'ottobre del 1965 dalla Columbia Records. Le tracce in questione sono Moonlight Drive, Hello, I Love You, Summer's Almost Gone, My Eyes Have Seen You, End Of The Night e Go Insane (A Little Game).

## Tracce

### Disco 1:Without a Safety Net(67:29)
1. Five to One - 7:30 (Live at the Dinner Key Auditorium, Miami, FL, Mar. 1, 1969)
2. Queen of the Highway - 3:32 (Alternate version recorded at Elektra Studios, Los Angeles, CA, 1969)
3. Hyacinth House - 2:42 (Demo recorded at Robby Krieger's home studio, 1969)
4. My Eyes Have Seen You - 2:01 (Demo recorded at World Pacific Studios, Los Angeles, CA, Sep. 2, 1965)
5. Who Scared You? (Edit) - 3:19 (Recorded at Elektra Studios, Los Angeles, CA, 1969)
6. Black Train Song (The Doors, Junior Parker/Sam Phillips) - 12:27 (Live at The Spectrum, Philadelphia, PA, May 1, 1970)
7. End of the Night - 3:02 (Demo recorded at World Pacific Studios, Los Angeles, CA, Sep. 2, 1965)
8. Whiskey, Mystics and Men - 2:22 (Recorded at Elektra Studios, Los Angeles, CA, 1970)
9. I Will Never Be Untrue - 3:59 (Live at the Aquarius Theater, Hollywood, CA, Jul. 22, 1969)
10. Moonlight Drive - 2:32 (Demo recorded at World Pacific Studios, Los Angeles, CA, Sep. 2, 1965)
11. Moonlight Drive (Sunset Sound) - 2:44 (Recorded at Sunset Sound Studios, Los Angeles, CA, 1966)
12. Rock Is Dead - 16:41 (Recorded at Elektra Studios, Los Angeles, CA, Feb. 25, 1969)
13. Albinoni's Adagio in G Minor (Tomaso Albinoni) - 4:39 (Recorded at TTG Studios, Los Angeles, CA, 1968)

I componenti dei Doors che nel 1965 hanno partecipato alle registrazioni al World Pacific Studios sono:
- Jim Morrison - voce
- Ray Manzarek - piano
- John Densmore - batteria
- Rick Manzarek - chitarra
- Jim Manzarek - armonica
- Patty Sullivan - basso

Black Train Song è un medley di People Get Ready > Mystery Train > Away in India > Crossroads.

### Disco 2:Live In New York(70:27)
1. Roadhouse Blues - 4:19
2. Ship of Fools - 5:21
3. Peace Frog - 2:58
4. Blue Sunday - 2:32
5. Celebration of the Lizard - 17:18
6. Gloria (Van Morrison) - 7:14
7. Crawling King Snake (Tony Hollins, Bernard Besman, John Lee Hooker) - 6:12
8. Money (Berry Gordy, Jr., Smokey Robinson, Hooker) - 2:59
9. Poontang Blues/Build Me a Woman/Sunday Trucker - 3:35
10. The End - 18:01

Registrato dal vivo durante le 4 performance che i Doors tennero al Felt Forum al Madison Square Garden, New York, NY, gennaio 17-18, 1970. Il Felt Forum è una piccola arena di 4 000 posti, situato all'interno del MSG centro, simile all'Aquarius Theatre, da non confondersi con la grande arena di 20 000 posti dove i Doors hanno suonato l'anno prima il 24 gennaio 1969.

### Disco 3:The Future Ain't What It Used To Be(56:22)
1. Hello to the Cities - 0:56 (Live on the Ed Sullivan Show, New York, NY, Sep. 17, 1967 and Cobo Hall, Detroit, MI, May 8, 1970)
2. Break on Through (To the Other Side) - 4:32 (Live at the Isle of Wight Festival 1970, England, Aug. 29, 1970)
3. Rock Me (Muddy Waters) - 6:36 (Live at The PNE Coliseum, Vancouver, BC, Jun. 6, 1970)
4. Money (John Lee Hooker) - 2:59 (Live at The PNE Coliseum, Vancouver, BC, Jun. 6, 1970)
5. Someday Soon - 3:41 (Live at the Seattle Center, Seattle, WA, Jun. 5, 1970)
6. Go Insane (A Little Game) - 2:30 (Demo recorded at World Pacific Studios, Los Angeles, CA, Sep. 2, 1965)
7. Mental Floss - 3:38 (Live at the Aquarius Theater, Hollywood, CA, Jul. 22, 1969)
8. Summer's Almost Gone - 2:17 (Demo recorded at World Pacific Studios, Los Angeles, CA, Sep. 2, 1965)
9. Adolph Hitler - 0:12 (Recorded Live at Boston Gardens, Boston, MA, Apr. 10, 1970)
10. Hello, I Love You - 2:28 (Demo recorded at World Pacific Studios, Los Angeles, CA, Sep. 2, 1965)
11. The Crystal Ship - 2:55 (Live at The Matrix, San Francisco, CA, Mar. 7, 1967)
12. I Can't See Your Face in My Mind - 3:16 (Live at The Matrix, San Francisco, CA, Mar. 7 or Mar. 10, 1967)
13. The Soft Parade - 10:03 (Live on PBS Television, New York, NY, Apr. 28, 1969)
14. Tightrope Ride (Robbie Krieger, Ray Manzarek) - 4:17 (Recorded at The Doors' Workshop, Los Angeles, CA, 1971)
15. Orange County Suite - 5:27 (Recorded at Elektra Studios, Los Angeles, CA, 1970)

Rock Me e Money con Albert King alla chitarra.
I componenti dei Doors che nel 1965 hanno partecipato alle registrazioni al World Pacific Studios sono:
- Jim Morrison - voce
- Ray Manzarek - piano
- John Densmore - batteria
- Rick Manzarek - chitarra
- Jim Manzarek - armonica
- Patty Sullivan - basso

Tightrope Ride fa parte di Other Voices, il primo album registrato dopo la morte di Morrison realizzato dai Doors.
Hello to the Cities, Break on Through (To the Other Side), Someday Soon, Hello, I Love You, The Soft Parade e Orange County Suite sono incluse anche in Essential Rarities.

### Disco 4:Band Favorites(68:36)
1. Light My Fire (Robbie Krieger - Jim Morrison) - 7:05 (da The Doors)
2. Peace Frog (Jim Morrison - Robbie Krieger) - 2:57 (da Morrison Hotel)
3. Wishful Sinful (Robbie Krieger) - 2:55 (da The Soft Parade)
4. Take It As It Comes (Jim Morrison - 2:14 (da The Doors)
5. L.A. Woman (Jim Morrison) - 7:49 (da L.A. Woman)
6. I Can't See Your Face in My Mind (Jim Morrison- 3:22 (da Strange Days)
7. Land Ho! (Jim Morrison - Robbie Krieger)- 4:06 (da Morrison Hotel)
8. Yes, the River Knows (Robbie Krieger) - 2:34 (da Waiting for the Sun)
9. Shaman's Blues (Jim Morrison) - 4:47 (da The Soft Parade)
10. You're Lost Little Girl (Robbie Krieger) - 2:59 (da Strange Days)
11. Love Me Two Times (Robbie Krieger) - 3:15 (da Strange Days)
12. When the Music's Over - 10:56 (da Strange Days)
13. The Unknown Soldier (Jim Morrison) - 3:21 (da Waiting for the Sun)
14. Wild Child (Jim Morrison) - 2:35 (da The Soft Parade)
15. Riders on the Storm (Jim Morrison - The Doors) - 7:09 (da L.A. Woman)

Le canzoni 1-5 sono selezionate da Robby Kreiger, 6-10 da Ray Manzarek, 11-15 da John Densmore.
Le canzoni sono scritte dai Doors, salvo dove è indicato.

## Formazione
- Jim Morrison - voce
- Robert Krieger - chitarra
- Ray Manzarek - organo, pianoforte, tastiere, basso
- John Densmore - batteria

## Classifica
- Billboard Music Charts (Nord America)

### Album
| Anno | Chart      | Posizione |
| ---- | ---------- | --------- |
| 1997 | Pop Albums | 65        |